# 록키 발보아
록키 발보아(Rocky Balboa)는 《록키 시리즈》의 주인공이다.

## 역사

### 록키
1975년 11월 25일 펜실베니아주 필라델피아 켄싱턴에서 록키 발보아라는 이름의 서른 살은 외부 활동에 익숙하지 않은 소규모 클럽 파이터이다. 어느 날 그는 애완동물 가게를 방문하다 아드리안 페니노라는 점원을 만난다. 처음에는 에이드리언이 록키의 강인한 모습에 겁이 많고 수줍어하는 것 같지만 곧 그에게 마음이 따뜻해지기 시작한다. 사채업자로부터 대출을 받은 록키는 전직 밴텀급 복서 미키 골드밀이 운영하는 복싱 체육관을 방문한다. 미키는 특히 클럽 파이터 시절에 라키에게 관심을 많이 받는 것 같지만, 노력보다 가능성이 더 높아야 한다고 느낀다. 이후 록키는 엉뚱한 사람들 주위를 맴도는 마리라는 소녀를 만난다. 그는 마리를 데리고 산책을 하고 집으로 데려온다.
한편 록키는 헤비급 챔피언 아폴로 크리드가 다른 권투 선수가 부러진 손으로 무대에 오를 수 없어 지역 경쟁자에게 자리를 잡고 싶어한다는 사실을 알게 된다. 그럼에도 아폴로는 만장일치로 이번 대회 우승을 위해 록키를 꼽는다. 아폴로와 경쟁하기 위해 훈련이 필요했던 록키는 미키에게 훈련을 부탁한다. 미키는 복싱 시절 매니저가 없었다고 고백하며, 라키에게 물려줄 운명도 같지 않다. 비슷한 시기에 록키는 에이드리언과 아이스링크 데이트를 한다. 록키는 실력을 키우기 위해 에이드리언의 여동생인 폴리가 일하는 고기 포장 공장에서 훈련을 받는다.
록키와 아폴로의 경기는 1976년 1월 1일 필라델피아 스펙트럼에서 열린다. 록키는 프로 복싱 서킷 경험이 없지만 아폴로와의 대결에서 일이 잘 풀리는 것 같다. 경기는 총 15라운드로 진행되며 기본적으로 아폴로가 승자로 선언되는 분할 결정으로 끝난다.

### 록키 II
권투 시합 직후 라키와 아폴로는 병원에 입원한다. 아폴로는 라키와 재대결을 요구하지만 라키는 이를 거절한다. 록키는 망막박리 수술을 받고 더 이상의 손상을 막기 위해 복싱에서 은퇴하기로 결심한다. 퇴원 후 록키와 아드리안은 결혼한다.
록키는 일상 생활에 적응하려고 노력하지만, 특히 육류 포장 시설에서 해고된 후 적절한 급여를 받는 일자리를 찾기 위해 고군분투한 후 곧 재정 문제에 부딪히기 시작한다. 프로 복싱만이 큰 돈을 벌 수 있는 길이라고 생각한 록키는 아드리안의 반대에도 불구하고 다시 훈련을 시작한다. 아드리안은 곧 자신이 임신했음을 밝히고 펫샵에서 일하던 폴리와 마주치게 되고 곧 진통에 빠진다. 아드리안은 살아남고 로버트라는 이름의 아기가 태어난다.
오랜 훈련 끝에 록키는 추수감사절에 아폴로와 재대결을 한다. 다시 경기는 15라운드로 돌아가 록키가 KO승을 거두고 우승 타이틀을 차지했다.

### 록키 III
아폴로와의 재대결에서 승리한 지 3년 만에 록키는 일련의 타이틀 방어에 성공했다. 그 결과 록키는 부를 축적하고 온 가족이 입주할 호화로운 저택을 구입했다. 어느 날 록키는 자선전 시합에 참가한 프로레슬러 천둥 입술과 맞붙는다.
이후, 록키는 미술관으로 향하는 계단에서 자신의 동상을 공개하는 의식에서 영예를 안게 된다. 최근 복싱 서킷 순위에 오른 또 다른 복서 클러버 랭은 록키에게 도전한다. 미키는 록키에게 랑과의 경기가 너무 벅차다고 생각하지만, 아직 몇 경기 더 그를 관리할 자신이 있다.
권투 시합이 시작되기 전에 링 밖에서 소란이 일어나고 랭이 미키를 밀어내고 미키는 심장마비를 일으키게 된다. 록키는 경기를 취소해 달라고 요청하지만 미키와 다른 사람들은 경기를 계속할 것을 촉구한다. 쇼는 예정대로 진행되지만 록키의 마음은 완전히 풀리지 않았고, 결국 2라운드에서 탈락하고 랭키가 타이틀을 차지하게 된다. 경기가 끝난 후 록키는 심장마비로 숨진 미키를 찾아간다.
미키의 장례식에 참석한 후 우울하고 초조한 로키는 이전에 미키가 운영했던 복싱 체육관을 방문할 때까지 필라델피아의 거리를 방황한다. 그곳에서 아폴로가 탑승한다. 아폴로는 록키의 차기 트레이너이자 매니저가 되기를 요청하지만 록키는 마지못해 수락한다.
아폴로는 훈련 기간 동안 혹독한 활동을 통해 록키를 로스앤젤레스로 데려왔다. 록키와 랭의 재대결은 매디슨 스퀘어 가든에서 열린다. 록키는 결국 KO승을 거두고 타이틀을 탈환했다.